# 喇沙書院
喇沙書院（英語：La Salle College）是香港一所位於九龍城區的天主教男子中學，由喇沙會修士於1932年創立，為香港補助學校議會22所補助學校成員，屬於坊間所稱由香港教會主辦的22間「傳統名校」之一。地址是九龍仔喇沙利道18號。

## 歷史

### 成立與初期發展
1917年，聖若瑟書院的修士在漆咸道設立了一所小學。當時，九龍發展迅速，對學位的需求急增。時任校長認為需要在九龍興建一座新的校舍。1920年代末，他在九龍仔界限街購置了一塊土地，作為發展新校舍之用。	
1930年11月5日，港督貝璐爵士為新校舍奠基。學校容納學生156人，由聖若瑟書院的五位修士和漆咸道學舍的四位輔助教師共同管理，當時學校的名稱為聖若瑟書院九龍分校。
1931年12月3日，校園的設施已經足夠容納八班，共303名學生。
1932年1月6日，位於九龍仔界限街的喇沙書院正式開幕，由七位修士共同管理。創辦人艾瑪·撒隆（又譯愛瑪·撒隆）修士出任創校校長。幾天後，40名學生開始在校舍西翼寄宿。當時學校有14班，共540名學生。當中約三分之一的學生擁有歐洲（尤其是葡萄牙）血統。
其後七年，學校在愛瑪修士的管理下蓬勃發展。學生在大學入學試取得優秀的成績。數個實驗室、四個網球場和一座標準足球場相繼落成。校方並於校園內豎立一座喇沙會創辦人兼教師主保聖人聖若翰·喇沙的塑像（保留至今）。學生人數於1935年增至805人，至1939年更達1060人。

### 第二次世界大戰期間
1939年，第二次世界大戰爆發，嚴重影響學校的運作。香港政府徵用了校舍作為軍事監獄，後來改為醫院。修士在街道對面建立了臨時教室，早上繼續教學，下午則到醫院提供協助。
1941年聖誕節，香港淪陷。日軍接管了校舍，驅逐修士，將校舍變為倉庫。當時香港食物短缺，港日政府鼓勵市民離開香港，一些修士因此於戰時避居越南。學校創辦人兼首任校長愛瑪修士於1945年在越南去世。
1946年，戰事結束，加斯恩修士（Brother Cassian Brigant, OBE）開始籌劃重開學校，並很快地錄取了600多位學生。香港政府及英軍卻於1949年再次徵用校舍，成立第33綜合醫院。學校唯有遷移到何文田巴富街的臨時校舍（何文田官立中學及巴富街運動場現址）。
為了紀念愛瑪修士和加斯恩修士對學校作出的傑出貢獻，學校分別以兩位修士的名字來命名於2006年開幕的兩座新翼。

### 戰後發展
1956年，菲力士修士（Brother Felix Sheehan）接任校長。1959年8月1日，他從英軍方面取回校舍。此後，學生人數持續增長，學校分成中學和小學兩部分。1957年，喇沙小學成立，由彭亨利修士（Brother Henry Pang）擔任校長。
1978年，校長賴斐爾修士（Brother Raphael）和其他修士商量後，認為舊校舍已經不能滿足教學需要。由於全面翻新耗費龐大，因此修士們決定拆除舊有的校舍，並於1979年起委託王歐陽（香港）有限公司重建一座設施現代化的新校舍。為了籌措重建資金，校方把一部分土地賣給了地產發展商長江實業，建成包括碧華花園在內的一些私人住宅，因此新校園的佔地比以往減少。重建其間，教學活動繼續進行。1982年，喇沙書院金禧紀念。同年2月19日，新校舍由港督麥理浩勳爵主持開幕。喇沙書院所在的喇沙利道（La Salle Road），以及附近的書院道（College Road），均以喇沙書院命名。
新校舍樓高七層，可以容納超過1800名學生。校舍作四方城設計，分東南西北四座，中央建有花園和籃球場。花園裡面放置了一座本來豎立在舊校舍門口的火炬型石雕。所有房間都裝設有中央空調和雙層玻璃窗，以減低往來鄰近啟德機場的飛機所發出的噪音。除了課室之外，新校舍提供了大量進行學術和課外活動所需的設施，包括物理、化學、生物、綜合科學實驗室各兩個、一大一小的兩個演講廳和其他多用途活動室。此外，是次重建擴充了不少運動場地：包括一個全天候400米田徑場（六線），一個標準人造草地足球場，一個奧林匹克標準50米室外游泳池，一個網球場，一個排球場，兩個室外籃球場，一個健身室，兩個壁球場，並有一個體育館，可以用作籃球場、排球場和羽毛球場。體育館的看台長廊還可以用作乒乓球室及考場。這些設施主要由兩任校長朱永斌修士（Rev. Brother Alphonsus Chee）及譚瑪士修士（Rev. Brother Thomas Lavin）主導發展。

## 興建喇沙書院夜校
事緣1964年，喇沙書院之學位需求殷切，賀文修士逐創辦夜校以應學子之需，以位於九龍喇沙利道的喇沙書院作校址。惟夜校條例限制頗多，賀文修士乃接受香港慈善家陳瑞祺先生之兒子陳經輪先生之捐助建校，並於1968年在採石山開始興建新校。1969年9月3日遷入位於何文田採石山常和街4號的校舍，名為陳瑞祺（喇沙）書院。1970年2月12日正式開幕。學校現為日校，是香港其中一所英文津貼男子中學。

## 近年發展

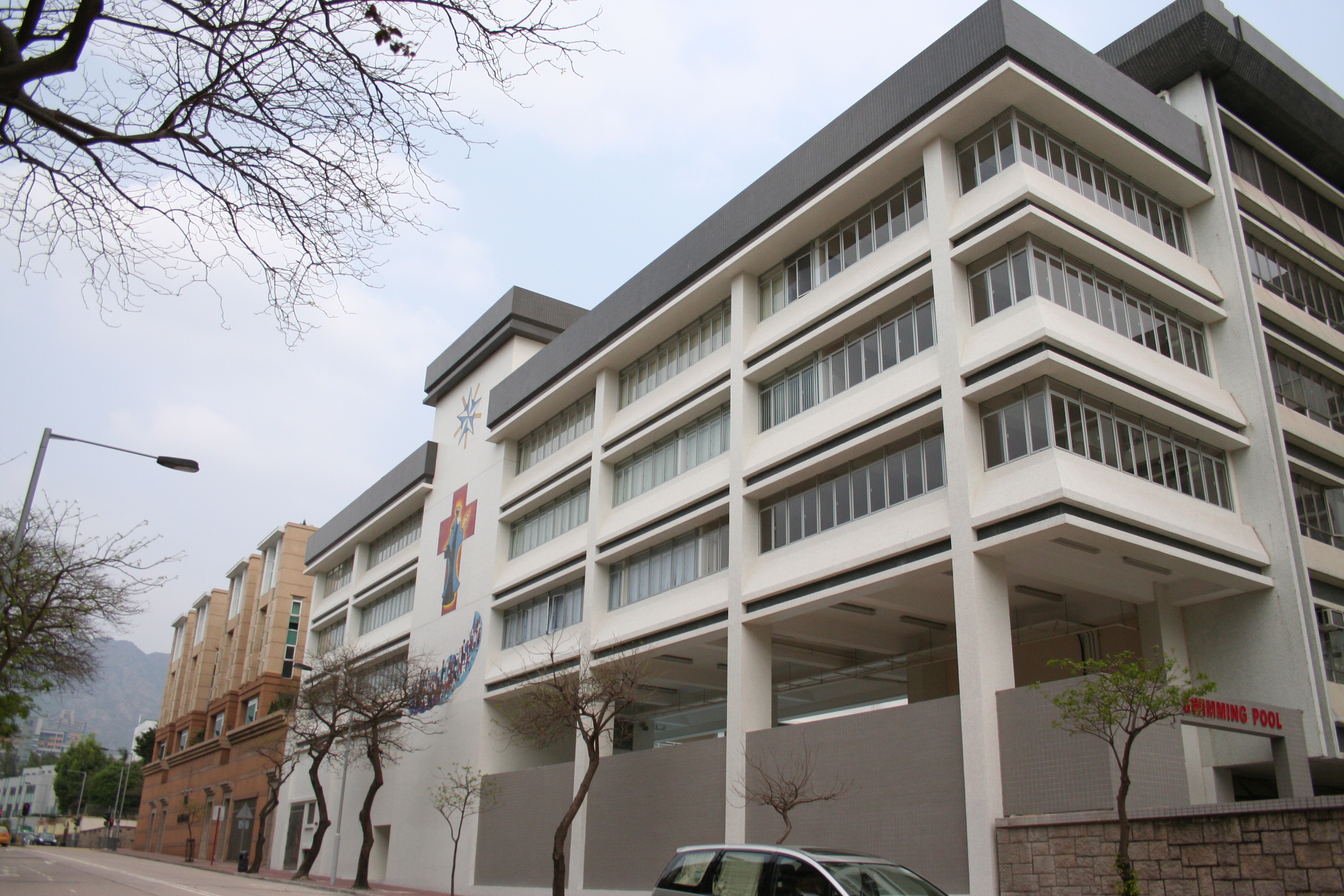
校舍新翼外觀

由於學校的設施遠多於香港一般標準中學，香港政府並不為維護這些設施提供額外資助。為了維修及更新這些設施，校方常常需要籌措大量資金。種種額外資源，不少由舊生籌款捐贈。有見及此，校長和舊生於1992年成立了喇沙基金（La Salle Foundation），協助校方處理有關資助設施維護的問題。 喇沙基金現任主席為鮑紹雄先生（页面存档备份，存于）。
為了加強家長和老師之間的溝通，喇沙書院家長教師會（英語：La Salle College Parent-Teacher Association，縮寫：LSCPTA） 於1995年1月成立。家教會舉辦很多活動，例如閱讀會，中一新生適應週、春茗、（內地及外地）教育機構參觀交流和舊生分享演講等，構成學校生活極重要的一部分。這些活動都很受學生歡迎，當中不少更是由學生作為中堅分子協辦籌劃的。很多家長都是喇沙書院的舊生，他們因著這些活動和學生接觸頻繁，對於推廣學校的傳統文化和建立對學校的歸屬感，起了很大的作用。
1996年9月，學校的田徑場和足球場急需重新鋪設。喇沙基金在家長教師會的協助下，籌得超過五百萬港元，並得到香港賽馬會捐助同等的金額。重鋪計劃於1998年10月完成，設施改名為喇沙書院·香港賽馬會田徑及足球場。
1998年12月，學校主辦了第三屆亞太區喇沙會教育會議，接待約130個與會者。是次會議決定成立香港喇沙會辦公室，以譚瑪士修士為召集人，聯繫喇沙會在香港成立的各個機構及其成員。2004年12月，超過150名喇沙會修士和學生來到香港參加第七屆亞太區喇沙青年會議。是次會議由校長譚瑪士修士主持，主題是「共同以信仰帶出服務」。
2004年夏天，學校開始進行校舍改善工程，兩座新翼於2005年落成，以學校兩位前修士校長艾瑪和加斯恩命名。這次工程為學校增添了32間課室，包括一個大型電腦室和一個多媒體學習中心。
2021年初，學校推動「Aerospace」計劃，於校內設立了全港第一所學校航空實驗室，內設一部美國聯邦航空管理局（FAA）認證的三軸全方位（Full Motion）高級飛行訓練模擬器，及六部坐枱式PC模擬飛行器。

### 首位非修士校長
一直以來，學校的校長都由喇沙會修士擔任。在香港修改了相關的教育法例之後，中學校長必須於六十歲卸任。然而，近年喇沙會的修士多被派往發展中地區協助當地的教學工作，導致已發展地區，如香港，缺少適合擔任校長的年輕修士。2004年，年屆退休之齡的譚瑪士修士卸任後，校長一職由校友劉煒堅博士出任。學生和舊生對校方安排非修士擔任校長反應不一。
2006年6月27日，劉煒堅博士於學校網站上宣佈，因私人理由辭去校長一職，由2006年8月31日起生效。懸空的校長一職由當時其中一位副校長王仁傑先生署任，校方同時開始公開招募校長。2007年3月16日，王仁傑先生正式被委任為校長，至2010年8月31日退休。
校長一職於2010年9月1日起由賀敬修士（Brother Steve Hogan）擔任。賀敬修士並在2016年8月31日奉喇沙會命令，到澳洲悉尼橡樹山中學（Oakhill College Sydney）擔任校長，新校長由副校長唐煥星接任。

## 校服
喇沙書院的男生在冬季和夏季均須繫上領呔，為香港少數要求學生在夏季必須打呔的中學。

## 學校組織

### 喇沙書院舊生會
喇沙書院舊生會（英語：La Salle College Old Boys' Association，縮寫：LSCOBA）於1939年9月成立，由世界各地的喇沙書院校友所組成。校友來自社會各個階層，是支持學校的重大力量。多年來，舊生會多次為學校籌集經費，以改善校園環境。校友並以喇沙書院為中心，建設了一個廣闊的人才網絡。透過與學生不斷交流，提升學校的教育質素。截至2020年3月31日，舊生會有會員8243人。

### 喇沙書院學生會
喇沙書院學生會（英語：La Salle College Student Association，縮寫：LSCSA）於1975年9月成立，由學校的所有學生組成，是享有高度自治權的校內學生組織。
學生會奉行老師選拔制度，由四十二位班主任以一人一票的方式選出。學生會由六個部門組成，各部門均有數十名低年班同學及約十五名高年班同學協助部門主席，處理日常事務及舉辦各項活動的需要。因此，每屆學生會的工作人員人數超過三百人。
- 秘書處（Secretariat）主理對外事務及統籌內閣運作，並負責學生會各項活動的公共關係及場地設計，同時製作學生會產品如領帶夾、T-shirt、風褸、文件夾、電話繩、記事本等；
- 財務委員會（Financial Committee）負責制訂年度預算及處理學生會的各項收入和支出；
- 班代表部（Class Representatives Board）負責代表學生會與學生溝通，與校內各班代表舉行每週會議，照顧學生福利及籌辦聖誕舞會，並負責管理學生証；
- 會社統籌部（Clubs Coordinating Board）負責監察校內各個學會及籌辦大部分學生會的大型活動，例如天才表演；
- 紀律部（Discipline Board）負責協助訓導主任維持學生紀律；
- 印務部（Publications Board），出版校報《The Lasallian》，並舉辦活動鼓勵閱讀及照顧同學應付公開考試的需要。

學生會每年都會舉辦各項活動，當中包括天才表演、喇沙學生論壇、聖誕聯歡日、聖誕舞會及喇沙節，亦時辦公益籌款活動。

### 喇沙書院校園電視台
喇沙書院校園電視台（英語：La Salle College Campus TV，縮寫：LSCCTV）及其製作團隊成立於2003年，是一個連接學生，舊生，老師和社會的多媒體平台。 產品通過Youtube和Facebook發布。服務包括活動的現場直播，宣傳，紀錄片等。
另外，一些為廣泛學生使用的設施也設有自治組織，如資訊科技部、校園電視、圖書館部等。它們負責維護相關設施和為學生提供協助。不少自治組織有很高的決策權，教師只擔任顧問角色。學生會和自治組織的成員都在領帶上佩有特定的徽章（一般白色徽章代表組織主席，委員會和會員分別有不同顏色的徽章）。
喇沙書院是香港不設社制的中學之一，目的是令學校更團結，故此在陸運會及水運會時只會有班際比賽，而不會有社際比賽。

### 事件
2019年起，香港發生反對逃犯條例修訂草案運動，同為喇沙書院舊生的時任警務處處長盧偉聰因警方處理連串示威的手法備受香港乃至國際社會批評。是故自2019年6月起，一群喇沙書院舊生曾數度聯署表明不滿盧偉聰，亦有舊生要求召開特別會員大會（Emergency General Meeting），討論舊生會發聲明譴責盧偉聰之事宜，並按章程要求討論是否要對盧展開調查，檢視其言行有否損害學校或舊生會名聲等。最終，舊生會花約半年時間，經多次內部會議、舉辦舊生論壇及參考法律意見後，於2020年1月15日否決譴責盧偉聰之提議。
2020年10月，喇沙書院舊生會自2003年以來首次有舊生組成內閣以挑戰現屆幹事會成員，遂促成舊生會幹事會換屆選舉，由劉錦德任候選會長、以維新為綱的「合眾·維新」（OBA 4 ALL）內閣，挑戰主要由現屆幹事會成員組成、由親建制香港商人吳守基領頭的「愛·團結」（Unity in Diversity）內閣。同時，「合眾·維新」屬意的譚仲麟則出選舊生會校友校董一職，挑戰候選該職位、由「愛·團結」內閣屬意的前任舊生會會長黃嘉為。最終，「合眾·維新」內閣16名候選成員全數當選，譚仲麟亦當選校友校董。

## 學校成就
喇沙書院為22間「傳統名校」之一，學業成績甚為優異。

### 公開考試佳績
在歷屆香港中學會考及香港中學文憑考試，喇沙書院是產生最多會考「10A狀元」及文憑試「7科5**狀元」（在甲類科目中至少3個選修科及4個核心科獲得5**成績）的學校之一，截至2025年，共有34位，其中25位會考「10A狀元」及9位文憑試狀元，排名全港第4。
喇沙於歷屆公開試中出產了25位會考十優狀元及8位文憑試狀元：
- 4位狀元：2001、2008。
- 3位狀元：2005、2007、2019。
- 2位狀元：1999、2010、2024。
- 1位狀元：1993、1994、2000、2003、2004、2006、2009、2013、2018、2022、2025。

### 香港傑出學生選舉
截至2024年（第39屆），喇沙書院在香港傑出學生選舉共出產9名香港傑出學生，排名全港第12。

### 課外活動
喇沙書院也曾在校際文化和運動比賽中奪得獎項。其中勝出過聯校中文辯論比賽十次，奪得香港數學競賽冠軍八次，香港電腦奧林匹克競賽學校大獎五次，都是學界的紀錄。喇沙書院的學生也踴躍參加演說、戲劇、音樂等文化演出和比賽。
運動方面，喇沙書院在田徑（1939年首奪冠軍；1950-1951年獲「非正式」港九區大滿貫，因當時未有全場總冠軍）共獲得十七次總冠軍，而且於2011-2012年首度包辦甲、乙、丙三個年齡組別冠軍，獲得首個大滿貫；在羽毛球曾於1993-1994、2003-2004及2004-2005年的九龍區校際羽毛球比賽三度獲得大滿貫，之後多年獲冠軍。在射箭、籃球、越野跑、劍擊（2005-2012年總冠軍）、足球（1947-1949年獲港九區大滿貫、1972-1973年、1986-1989年獲九龍區大滿貫、1980-1990年總冠軍）、曲棍球、壘球、壁球、游泳、乒乓球（2000-2007年總冠軍）、網球、排球（1985-1986年獲九龍區大滿貫）、保齡球（2010年組隊，2013, 2018年奪冠）等體育項目的校際競賽中，喇沙書院也曾經奪得總冠軍。
奧米加玫瑰碗及後繼的中銀香港紫荊盃是頒授予參與特定體育項目整體成績最優秀的香港及九龍區中學的獎項。喇沙書院曾奪得上述獎項共二十六次（1974-1991年，1993-1994年，1999-2007年)。
音樂方面，喇沙書院的樂團亦屢獲殊榮，尤其是喇沙書院中樂團於學界壟斷式勝利，屢次打破學界紀錄記錄，演奏出專業水平的音樂。
喇沙書院中樂團成立於2001年，旨在培養學生對中國音樂的興趣，並讓學生體驗團隊合奏精神。在指揮吳朝勝先生的引領和指導下，該團隊由最初10名學生的重奏組，演變成由70多名學生組成的樂隊。該樂團在本地和國際性比賽中獲得了無數獎項和認可。樂團連續15年於香港青年音樂匯演中樂團匯演中榮獲金獎，並於香港學校音樂節連續5年榮獲冠軍，打破學界紀錄。2011年，樂團在2011年亞太華樂交流觀摩賽中榮獲金獎。 2017年，樂團在於新加坡舉行的第一屆南洋國際音樂大賽中獲得金獎。2018年，樂團獲邀請參與香港音樂及朗誦協會70周年慶典。
在音樂事務處所舉辦的香港青年音樂匯演中：
- 喇沙書院中樂團於中學C組（46-90人）組別奪得十四連金，打破學界紀錄。（2008，2009，2010，2011，2012，2013，2014，2015，2016，2017，2018，2019，2022，2023）
- 喇沙書院管樂團六次奪得高級組金獎，並於優勝樂團決賽中六奪中學組全場總冠軍（2010、2012、2013、2014、2016、2017），而連奪三屆總冠軍的成就（2012、2013、2014），使通利盃獲永久保存於校內；
- 喇沙書院弦樂團六度獲金獎（2010、2013-2021, 2023）
- 喇沙書院交響樂團八度獲得金獎（2009、2010、2012-2017）。
- 喇沙書院更曾五度達成「大滿貫」成就（交響樂團、管樂團、中樂團、弦樂團均取得金獎；管樂團加冕全場總冠軍）（2010、2013、2014、2016、2017）。

在香港學校音樂節中，喇沙書院同樣成績彪炳：
- 喇沙書院中樂團七度加冕高級組冠軍（2009、2013、2015、2016、2017、2018、2019），打破學界紀錄。
- 喇沙書院管樂團四度奪得高級組冠軍（2010、2012、2013、2014）、三奪高級組亞軍（2011、2015、2016）
- 喇沙書院交響樂團於2011、2015及2018年獲得高級組季軍，並於2014 、 2017及2019年獲亞軍。
- 喇沙書院童聲合唱團、高級合唱團在2013和2016年的香港校際音樂節中取得所屬組別的冠軍
- 喇沙書院風琴合奏隊於2013年取得所屬組別的冠軍。
- 喇沙書院在2013年舉行了第一次喇沙舊生周年音樂會，演出非常成功。

為慶祝創校70週年，1932位學生、舊生、家長及老師在2002年2月3日於喇沙書院田徑場上「大環抱」，打破最多人同一時間互攬腰間的紀錄，被列入《健力士世界紀錄大全》——「環抱一家親」。

## 校園傳統

### 舊生領帶
中六的學生可佩戴「舊生呔」（一條繡有校徽圖案的領帶），有別於一般紅紫斜線相間的校服領帶。

### 祈禱活動
學生保留每天祈禱的傳統。學生分別於上課前、小息後和午飯後祈禱三次。禱告由老師或值日生帶領，頌唸天主經或聖母經等經文，並於最後加上喇沙會學校特有的一段：
領：Saint John Baptist de La Salle, （聖若翰·喇沙）
答：Pray for us;（為我等祈；）
領：Live Jesus in our hearts,（讓耶穌活在我們心中）
答：Forever!（直到永遠。）
這二頌二答，是所有喇沙會學校的學生和舊生都知道的，也常常出現在他們的聚會之中。

## 歷任校長
- 1932年至1944年：Rev. Bro. Aimar Sauron, FSC（愛瑪·撒隆修士）
- 1946年至1947年：Rev. Bro. Cassian Brigant，OBE, FSC（加斯恩修士）
- 1947年至1956年：Rev. Bro. Patrick Toner, FSC
- 1956年至1966年：Rev. Bro. Felix Sheehan, FSC（菲力士修士）
- 1966年至1971年：Rev. Bro. Casimir Husarik, FSC
- 1971年至1984年：Rev. Bro. Raphael Egan, FSC（賴斐爾修士）
- 1984年至1990年：Rev. Bro. Alphonsus Chee, FSC（朱永斌修士）
- 1990年至1998年：Rev. Bro. Francis O'Rourke, FSC
- 1998年至2000年：Rev. Bro. Patrick Tierney, FSC（百德修士）
- 2000年至2004年：Rev. Bro. Thomas Lavin, FSC（譚瑪士修士）
- 2004年至2006年：劉煒堅博士
- 2006年至2010年：王仁傑
- 2010年至2016年：Rev. Bro. Steve Hogan（賀敬修士）
- 2016年至2023年：唐煥星
- 2023年至今：梁浩然

## 校歌
喇沙書院校歌原來只有英文版本。1999年，舊生黃霑博士創作了中文版本的歌詞。時至今日，學生和舊生在唱校歌時還是比較常用英文版的校歌。
| 英文版 | 中文版 |
| --- | --- |
| Boys of courage, boys of daring, Full of manliness and will; Spirit nought for danger caring, Hearts to conquer every ill. Refrain： We are sons of La Salle everyone, And no matter where we go; High aloft her flag we will hold, and strive that her fame may grow. There are famous schools in plenty, With their heroes by the score; And they flourish high and mighty, But La Salle is something more. From her lofty station pointing, To the sky's majestic dome; She would have us ever minding, That above is our true home. Come whatever kind of weather, Come the stormy days along; When the old boys get together, They will always sing this song. | 豪情少年敢為敢作 一身朝氣心向上 人行正途艱危不怕 我會盡心全力幹 副歌： 有幸做好喇沙書院友 重遇我往昔同窗 不管天陰天晴日 我哋齊聲將此曲唱 芸芸教壇書堂精舍 各有當世好印象 唯從有成英雄榜看 母校突出人共仰 抬頭對長空求指引 放眼高闊天際望 昂昂志朝彩雲深處 與母校青雲共上 同門友誼因時俱進 當天歡笑不變樣 良朋滿堂欣然相對 母校校歌來合唱 |

## 班別架構
- 中一至中六：各7班（A-G）

## 出版刊物及製作
- The Lasallite（喇沙校刊）
  - 年刊
  - 喇沙書院校刊編輯部出版
- The Lasallian（喇沙期報）
  - 校報
  - 喇沙書院學生會印務部出版

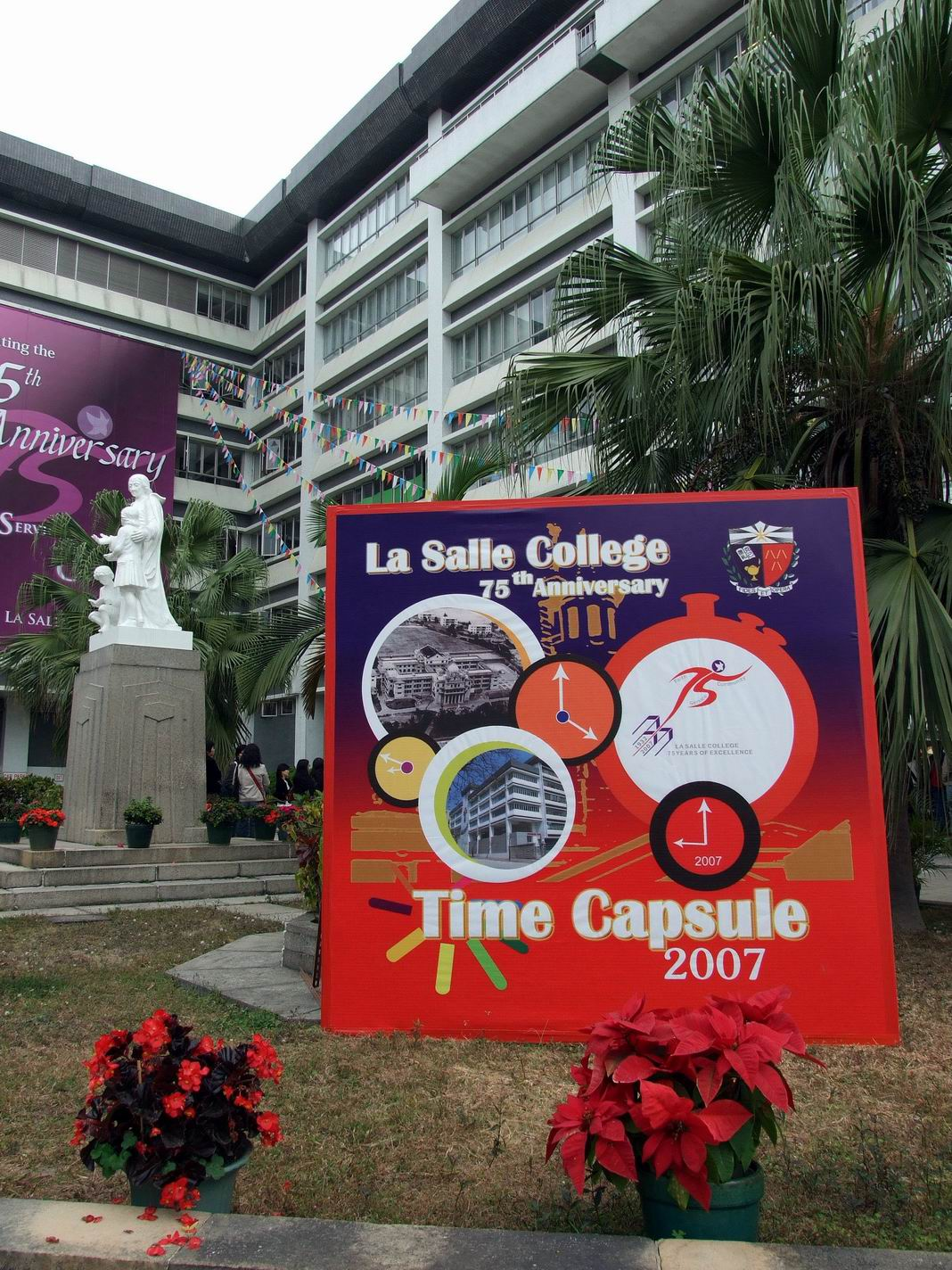
75週年時間囊

- La Salle College Campus TV（喇沙書院校園電視台）
  - 直播
  - 紀錄片
  - 影片

## 外部連結
- 喇沙書院網頁（页面存档备份，存于）
- 陳瑞祺(喇沙)書院網頁（页面存档备份，存于）
- 喇沙書院學生會(LSCSA)
- 喇沙書院舊生會(LSCOBA)（页面存档备份，存于）
- 香港喇沙會（页面存档备份，存于）
- 喇沙修士會（页面存档备份，存于）
- 喇沙校園電視台(LSCCTV)（页面存档备份，存于）